# 斑鸠店镇
斑鸠店镇，是中华人民共和国山東省泰安市东平县下辖的一个乡镇级行政单位。

## 行政区划
斑鸠店镇下辖以下地区：
斑鸠店村、焦村、豆山村、名山村、北枣园村、李庄村、荫柳棵村、康村、王庙村、张庄村、皇殿村、柏松山村、解山村、李辛村、马庄村、子路村、黄庄村、前山村、陈庄村、杨闸村、东龙山村、西龙山村、上庞口村、东庞口村、王庄村、八里汀村、南枣园村、淹王沟村、岱程村、郑屯村、卢屯村、郑窝村、裴窝村、东堂子村、中堂子村、西堂子村、山嘴村、路村、侯河村和魏河村。

## 人口
2010年中国第六次人口普查时，戴庙乡共有人口36074人。共有家庭10158户，平均每户3.43人。14岁以下的少年儿童共5900人，占总人口16.35%；15-64岁人口共26566人，占总人口73.64%；65岁及以上的老年人共3608人，占总人口的10.00%。男性共计18507人，占总人口51.30%；女性共计17567，占总人口48.69%。本地居住的人口中，拥有本地户籍的人口为35351人，占97.99%。